# Douwe Sirtema van Grovestins

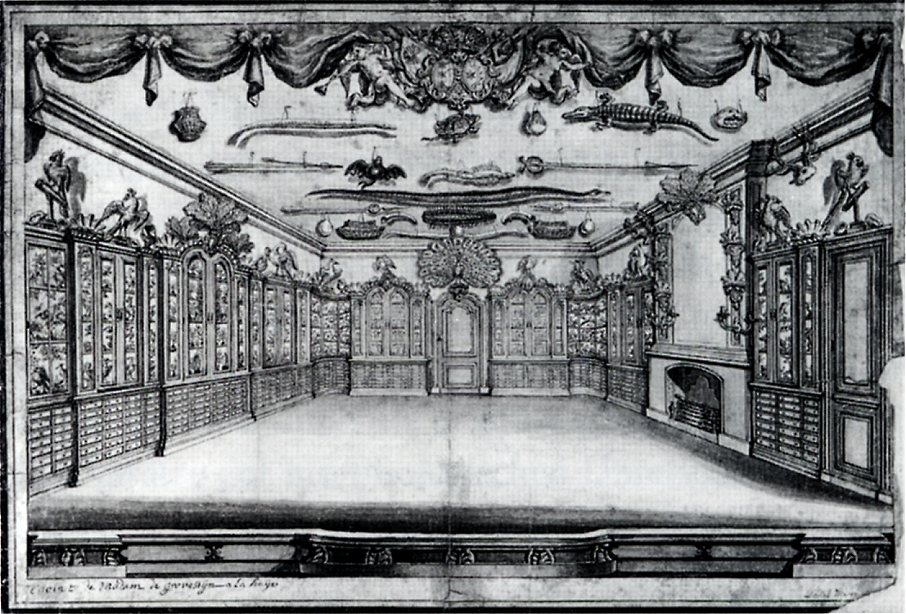
Prent (1756) van het rariteitenkabinet van Catharina Sinolt von Schutz, hofdame van prinses Anne en echtgenote van Douwe Sirtema van Grovestins.

Douwe Sirtema van Grovestins (Leeuwarden, 24 december 1710 - Brussel, 26 februari 1778) was een Friese jonker uit de familie Sirtema van Grovestins die was aangesteld als kamerheer aan het Stadhouderlijk Hof van prins Willem IV.
Evenals zijn echtgenote, een hofdame van prinses Anna van Hannover, bleef hij in dienst bij de weduwe na het overlijden van de erfstadhouder. Als een van de belangrijkste vertegenwoordigers van de Friese adel bracht hij haar dagelijks een bezoek en besprak met haar de lopende zaken. Hij zou volgens Franse geruchten in 1756 - die misschien te maken hadden met het uitbreken van de Zevenjarige Oorlog - bijzondere gunsten bij de prinses gehad hebben. Grovestins werd enige jaren later beschuldigd van alles wat vies of kwalijk was om hem weg te krijgen.

## Biografie
Douwe Grovestins was de zoon van Jan of Johannes Grovestins (1686 - 1717) en Catharina van Haren (1687 - 1771). De familie stamt uit Engelum. Zijn vader was ritmeester en kamerheer van Maria Louise van Hessen-Kassel. Douwe was een neef van Onno Zwier van Haren en Willem van Haren. In 1734 kwamen de prins en zijn kersverse echtgenote aan in de Friese hoofdstad. De onderhandelingen voor het huwelijk hadden twaalf jaar geduurd.
Grovestins moet de Franse kok Vincent la Chapelle die meekwam naar Leeuwarden gekend hebben, want beiden waren lid van de eerste vrijmetselarijloge. Grovestins trouwde op 28 augustus 1736 te Londen met Catharina (ook Carolina) Sinolt genaamd von Schutz. Ook zijn neef Willem van Haren had een Engelse hofdame gehuwd.

## Grovestins aan het stadhouderlijk hof
In 1738 werd Grovestins kamerheer, in 1741 kolonel van de Garde du Corps. In dat jaar werd hij vooruit gestuurd naar Hannover om een bezoek van Anna aan haar vader George II van Groot-Brittannië mogelijk te maken met wie zij al jaren ruzie had. In 1746 werd hij benoemd tot opperstalmeester van de stadhouder, als opvolger van zijn broer die vanwege een oplichtingszaak moest aftreden. Grovestins was geboren voor het hof: soepel, beleefd, gemakkelijk in de omgang, maar in geldzaken niet te vertrouwen. In 1747, toen een einde was gekomen aan het Tweede Stadhouderloze Tijdperk verhuisde het hof van Leeuwarden naar Den Haag. Na de dood van Willem IV nam de wellevende en opgewekte Grovestins een belangrijke positie in; hij ging dagelijks anderhalf uur bij de prinses langs. Hij werd betrokken bij de opvoeding van prinses Carolina van Oranje-Nassau en prins Willem V. De prinses is omschreven als grillig, vreemd, heftig, trots, heerszuchtig, vals, dwaas en ijdel en er werden pogingen ondernomen de hertog als stadhouder te benoemen want de prinses Anna, die als absolutistisch en willekeurig bekendstond, werd beïnvloed door de Friese cabaal.
In 1751 kocht Sirtema van Grovestins  de suikerplantage Princes Carolina in Demerary (nu: Guyana). De plantage werd vernoemd naar Carolina van Oranje-Nassau.
In 1751 liet Grovestins dagelijks geld overmaken naar Engeland. Pas in 1758  werd bekend dat hij in het verleden winst had gemaakt door paarden uit de stadhouderlijke stal te verkopen en deze vervolgens op kosten van de prins weer terug te kopen. Grovestins maakte zich daarmee ongeliefd bij de tienjarige prins Willem V, die hem wilde laten vervolgen en uitriep dat hij met "eerlijke lieden" wilde omgaan. Bovendien werd bekend dat Grovestins intieme relaties onderhield met een man en als commandant van "gardes du corps" 24 stuivers per week had achtergehouden, op de uniformen koper in plaats van goud had gebruikt en 44 man minder in de lijfwacht had opgenomen dan hij behoorde te doen. Daarnaast werd hij beschuldigd van het verkopen van een openbaar ambt in zijn eigen voordeel toen hij in 1756 het gouverneurschap van Ceylon voor 70.000 gulden zou hebben verkocht aan een vriend. Het zou dan moeten gaan om Jan Schreuder, een Hamburger en ooit begonnen als soldaat, die in 1756 als gouverneur op Ceylon werd benoemd en in 1761 weer naar Batavia verhuisde. Zijn vijfjarig verblijf op Ceylon zou volgens tijdgenoten 625.000 tot 750.000 gulden kunnen hebben opgeleverd; Schreuder zou als Raad van Indië "slechts" 4.000 gulden per jaar hebben verdiend. Het is niet erg duidelijk wat Grovestins het recht gaf deze functie te verkopen. Naar het zich laat aanzien was hij geen bewindhebber en misschien fungeerde hij als tussenpersoon; de Heren XVII, die zich niet graag het gras voor de voeten lieten wegmaaien, hebben deze benoeming bekrachtigd. Het gerucht was afkomstig van de koopman Dirk Willem van der Brugghen, de schoonzoon van Schreuders voorganger Joan Gideon Loten. Van der Brugghen had de reputatie alleen geïnteresseerd te zijn in geld. Toen Schreuder Loten in Ceylon afloste vertelde hij hem dat Van der Brugghen niet erg aangedaan was door de dood van Lotens dochter in Batavia. Vermoedelijk waren zij geen vrienden.
Omdat Grovestins op zeer goede voet met de prinses stond, kregen de praatjes de overhand. Toen zijn tafelgenoten bij een souper hem in april 1756 vroegen waaraan hij het eerste dacht als hij 's ochtends wakker werd, antwoordde Grovestins gewiekst welke dag het was. Samen met andere uit Friesland meegereisde adviseurs, als Jan de Back en Gemme Onuphrius van Burmania, raakte Grovestins in conflict met de Hollandse adel, onder wie de kundige Willem graaf Bentinck van Rhoon, die zelf graag de hoofdrol wilde spelen. In 1758 bood Grovestins aan te vertrekken als hem ergens een commandantschap werd aangeboden. In 1759 maakte zijn vrouw, Catharina Sinolt genaamd von Schutz, een knieval voor de 'dikke' hertog van Brunswijk om haar man niet te vervolgen omdat de familie dan geruïneerd zou worden. De hertog antwoordde dat het allemaal zo erg niet kon zijn, als men geld in Londen, Parijs en Venetië had uitstaan. Grovestins en zijn zoon namen afscheid van het korps en vertrokken naar Aken. Het is niet duidelijk of dat was om in deze badplaats een kuur te nemen. De leiding van de Friese cabaal werd overgenomen door zijn neef Onno Zwier van Haren, die later zelf in een schandaal verwikkeld zou raken. Ook hij moest het toen afleggen tegen Bentinck van Rhoon en de dikke hertog.
Na het overlijden van prinses Anna in 1759 leidde de weerstand van de Friese adel tegen de hertog en de huwelijkskandidaat van de 16-jarige prinses Caroline Karel Christiaan van Nassau-Weilburg tot heftige discussies en tegenstellingen. Grovestins, die ook het vertrouwen had van Caroline, dreigde in een proces verwikkeld te raken vanwege ongeoorloofde inkomsten van zijn regimenten. Een van zijn wachtmeesters, die werd opgesloten in de Gevangenpoort, kreeg bezoek van de als vrouw verklede Grovestins. De aanleiding is onduidelijk. Grovestins was de belangrijkste tegenstander van de hertog van Brunswijk, die hem probeerde kwijt te raken; de zaak bleef evenwel "aan de spijker hangen". Grovestins had namelijk brieven van stadhouder Willem IV in zijn bezit, waardoor hij van mening was nooit vervolgd te zullen worden. Van Haren zou in 1760 juridisch vervolgd worden vanwege een incestaffaire; een lastercampagne waarin de hertog een aandeel had. Van Haren trok zich terug op zijn buiten Lindenoord bij Wolvega en Grovestins verkocht zijn bezittingen in Friesland en vertrok naar Brussel. De hertog leek de strijd aan het hof te hebben gewonnen.

## Grovestins in de Zuidelijke Nederlanden
In 1762 was Grovestins commandant van Veurne, maar hij kreeg nog steeds uitbetaald als opperstalmeester en ontving een vergoeding voor zijn woning in Den Haag. Hij had al eerder een totale ontheffing verkregen van de verplichting tot verblijf in zijn gouvernement van de prinses. De functie van opperstalmeester verloor hij echter in het volgende jaar. Grovestins dreigde in 1763 zijn brieven van de stadhouder te publiceren als hij verder onder druk kwam te staan en het tot een proces zou komen. Hij werd inmiddels door velen voor onschuldig gehouden van de diverse, soms kleine, vergrijpen. Grovestins dacht terug te kunnen keren bij meerderjarigheid van de prins in 1766. De weerstand tegen de hertog nam ernstige vormen aan. Maria Theresia verwonderde zich over de ophef over haar neef Lodewijk Ernst. Ook Frederik de Grote begon zich met de zaak te bemoeien. Hij pleitte voor eerherstel van Grovestins. In 1769 reisde Grovestins opnieuw in het geheim naar Den Haag in een poging te zaak te redden, hetgeen hem toen niet gelukt is.
Grovestins bleef in Brussel en werd de beschermheer en minnaar van Etta Palm, die hij in een herberg in Breda had ontmoet. Ze trok bij hem in en vermaakte zich met de grande bourgeoisie in de stad. In 1773 verliet ze haar minnaar en trok naar Parijs. Zij zou daar als courtisane, suffragette en spionne naam maken. Palm organiseerde een politieke salon die bezocht werd door Franse revolutionairen, waaronder Jean-Paul Marat.
In 1774 kwam er toch nog een soort eerherstel toen Grovestins werd benoemd tot luitenant-generaal in het Staatse leger en tot gouverneur van het barrièrefort van Ieper in de Oostenrijkse Nederlanden. In 1779 vermeldde Gijsbert Jan van Hardenbroek dat Grovestins zijn brieven nooit bekend had gemaakt omdat hij het verdiende geld met de prinses had gedeeld. Grovestins had de prinses in bescherming genomen, die in de nalatenschap van haar echtgenote slecht was bedeeld, zodat er zelfs een collecte voor haar moest worden gehouden in Den Haag.

## Gerucht
Vanwege het feit dat Grovestins een centrale  rol speelde in de corrupte praktijken rondom het stadhouderlijk stelsel was hij het onderwerp van wijdverbreide geruchten. Zo zou Grovestins een verhouding hebben gehad met prinses Anna en zelfs de vader zijn van prins Willem V. Deze geruchten ontstonden al kort na de dood van prins Willem IV en werden in verband gebracht met diens vermeende impotentie, bijvoorbeeld in een pamflet uit 1782. De patriotse schrijver daarvan had duidelijk politieke redenen om de legitimiteit van de stadhouder ter discussie te stellen. De geruchten worden tot in de eenentwintigste eeuw herhaald in anti-Oranjekringen. De vermeende gelijkenis tussen Grovestins en Willem V, acht Veronica Baker-Smith weinig overtuigend aangezien Willem V ook zeer veel leek op Willem IV, die - gezien het zestal zwangerschappen dat Anna al voor de geboorte van Willem had gehad - wel degelijk in staat was zijn vrouw zwanger te maken.